# Jerzy Jabłecki
Jerzy Romuald Jabłecki (ur. 22 lutego 1953 we Wrocławiu) – polski chirurg, profesor nauk medycznych.

## Życiorys
W 1978 ukończył studia na Akademii Medycznej im. Piastów Śląskich we Wrocławiu. W 1986 uzyskał stopień naukowy doktora. Habilitował się w 2003 na podstawie rozprawy zatytułowanej Możliwości uzyskania poprawy funkcji replantowanych kończyn górnych poprzez wtórne operacje rekonstrukcyjne. W 2011 otrzymał tytuł profesora nauk medycznych. Jako nauczyciel akademicki związany z Instytutem Pielęgniarstwa Państwowej Medycznej Wyższej Szkoły Zawodowej w Opolu, wykładał też na macierzystej uczelni.
Specjalizacje zawodowo uzyskiwał w zakresie chirurgii ogólnej – I stopnia w 1981 i II stopnia w 1986. W latach 1978–2003 pracował w Ośrodku Replantacji Kończyn w Trzebnicy, następnie został ordynatorem oddziału chirurgii ogólnej i kierownikiem pododdziału replantacji kończyn w Szpitalu im. Św. Jadwigi Śląskiej w Trzebnicy. Jest współautorem polskiego programu przeszczepów ręki. Kierowany przez niego zespół lekarzy w 2006 dokonał pierwszego w Polsce przeszczepu ręki, a w 2010 również pierwszego w Polsce zabiegu transplantacji obu rąk.
W 2014 został odznaczony Krzyżem Kawalerskim Orderu Odrodzenia Polski.

## Rodzina
Urodził się jako syn Juliusza i Jadwigi. Żonaty z Grażyną z domu Suchar, ma syna Juliusza i córkę Bogumiłę.